# Scholes-Lagune
Die Scholes-Lagune ist eine dreieckige, häufig trockenfallende Lagune im Osten der Insel Heard im südlichen Indischen Ozean. Sie liegt an der Basis der Nehrung Elephant Spit.
Der Benennungshintergrund für die Lagune ist nicht überliefert. Vermutlicher Namensgeber ist William Arthur Scholes (1907–2007), Funker einer von 1947 bis 1948 durchgeführten Kampagne der Australian National Antarctic Research Expeditions nach Heard.